# 군티스 울마니스
군티스 울마니스(라트비아어: Guntis Ulmanis, 1939년 9월 13일~)는 제5대 라트비아의 대통령이다.

## 유년 시절
군티스 울마니스는 1939년 9월 13일 라트비아의 수도 리가에서 태어났다. 그의 종조부는 전직 대통령이었던 카를리스 울마니스였다. 1941년 군티스 울마니스와 그의 가족들은 러시아 크라스노야르스크 지역으로 강제 추방당했다. 1946년 라트비아로 귀국하였으나 이미 라트비아는 소련에 점령당했고, 리가에서 사는 것이 허락되지 않자 에돌레에서 살게 되었다.
1949년 라트비아에 남아 있던 울마니스 가문 사람들은 다시 추방당할 위기에 처했으나, 군티스 울마니스의 모친이 재혼하고 성을 룸피티스(Rumpītis)로 바꾸었기 때문에 그는 추방당할 위기를 모면하였다. 이후 유르말라로 이주하여 학창 시절을 보내고 라트비아 대학교에 들어가게 된다.

## 라트비아에서 있었던 일
1963년 대학을 졸업한 이후, 울마니스는 소련 군대에 징집되어 2년 동안 복무하였다. 2년 후인 1965년, 그는 소련 공산당에 입당한다. 그는 건설 현장에서 경제학자로 일하였고, 후에는 리가 시의 트램과 무궤도 전차 관리직으로 임명되었다가 리가의 행정관이 되었다. 하지만 과거 혈육 때문에 1971년 직위를 잃어버리고 리가 시의 하급 공무원으로 일하였다. 이 시기에 리가 공과 대학교에서 건축 경제학 및 라트비아 국립 대학교에서 경제 계획에 대하여 강의하였다.
라트비아가 독립하려고 하는 무렵인 1989년 공산당에서 탈당하였고 본래 성으로 되돌아갔다. 1992년 라트비아 중앙 은행의 이사회 임원으로 임명되었다. 같은 해에 라트비아 농민 연합에 입당하였다. 1993년 라트비아 의회에서는 제5대 대통령(1991년 이후 첫 대통령)으로 그를 선출하였다. 1차 투표에서는 3등을 기록하였으나, 2차 투표에서 한 후보가 사퇴하면서 결과가 확정되었다.

## 대통령으로서의 울마니스
대통령직을 수행하는 동안 외교 정책에 초점을 맞추었고, 국제 및 지역 기구, 여러 나라와 외교 관계를 구축하였다. 그의 주요 성과 중에는 라트비아-러시아 조약을 체결하여 라트비아 영내에 주둔하는 러시아군을 철군시켰다. 재임 기간 동안 유럽 의회에 가입하고 유럽 연합에 가입 신청을 제출하였다. 유럽 의회의 정책에 맞추기 위해서 사형 제도를 폐지하였다.
1996년에는 라트비아 의회 의장 일가 크레이투세(Ilga Kreituse), 이만츠 리에파(Imants Liepa) 및 당시 투옥 중이었던 과거 공산당 서기장 알프레츠 루빅스(Alfrēds Rubiks)를 제치고 재선되었다. 1998년 그는 시민권 개정안을 지지하여 1991년 8월 21일 이후에 라트비아에서 태어난 모든 사람들에게 시민권을 부여하였고 귀화 제한(비 시민권자들이 한 해 동안 시민권을 획득할 수 있는 할당량)을 폐지하려고 하였다. 하지만 이 제안은 국민 투표에 부쳐져야만 했고 투표 결과는 수정안을 반대하였다. 이후 시민권법을 개정하기 위하여 홍보를 시작하였고 결국 성공하였다.

## 퇴임 이후
1999년 그는 바이라 비케프레이베르가에게 대통령직을 위임한 후 정계에서 은퇴하였다. 정계 은퇴 이후 사회 활동가로 인생을 살아가기 시작하여 군티스 울마니스 기금을 설립하고, 2006년 리가에서 개최된 IIHF 월드 챔피언십을 조직하였고, 리가 성 재건축 협회 의장을 맡았다.
2010년 군티스 울마니스는 정계에 복귀하였다. 그는 라트비아 인민당 및 라트비아 제1당/라트비아의 길의 정당 연맹인 더 나은 라트비아를 위하여의 의장을 맡았다. 2010년 10월 국회 총선에서 8석을 획득하였으나, 군티스 울마니스는 의회 대표가 되었다. 2011년 그는 의회 대표 선거에 출마하지 않기로 결심하였고, 제 11회 의회가 개최되었을 때 대표에서 물러났다.
군티스 울마니스는 1962년 아이나 울마니스와 결혼하였다. 슬하에 자손으로 군트라, 알빌스(1963, 1966년생)가 있으며, 손자로는 파울라, 루돌프스, 마티스(1994, 2000, 2006년생)가 있다. 평소에는 역사책 및 회고록을 읽고, 테니스, 농구, 배구를 즐긴다. 그는 두 권의 자서전을 집필하였다.

## 훈장

### 국내 훈장
- 라트비아: 삼성 훈장 1등장

### 해외 훈장
- 노르웨이: 성 올라프 훈장 기사 십자장
- 덴마크: 코끼리 훈장 (1997년 3월 18일)
- 독일: 독일 연방 공화국 공로 훈장 십자 특별 훈장
- 아이슬란드: 송골매 훈장 기사 십자장
- 에스토니아: 테라 마리아나 십자 훈장 (1996년 10월)
- 폴란드: 흰 독수리 훈장